# Tzintzamba
Tzintzamba är en ort i Mexiko.   Den ligger i kommunen Salvador Escalante och delstaten Michoacán de Ocampo, i den södra delen av landet, 270 km väster om huvudstaden Mexico City. Tzintzamba ligger 2 221 meter över havet och antalet invånare är 253.
Terrängen runt Tzintzamba är huvudsakligen kuperad, men åt nordost är den platt. Runt Tzintzamba är det ganska tätbefolkat, med 78 invånare per kvadratkilometer. Närmaste större samhälle är Ario de Rosales, 16,8 km söder om Tzintzamba. I omgivningarna runt Tzintzamba växer huvudsakligen savannskog.